# Leptohymenium trichomitrion
Leptohymenium trichomitrion là một loài Rêu trong họ Hylocomiaceae. Loài này được (Hedw.) Schwägr. mô tả khoa học đầu tiên năm 1842.